# 태양의

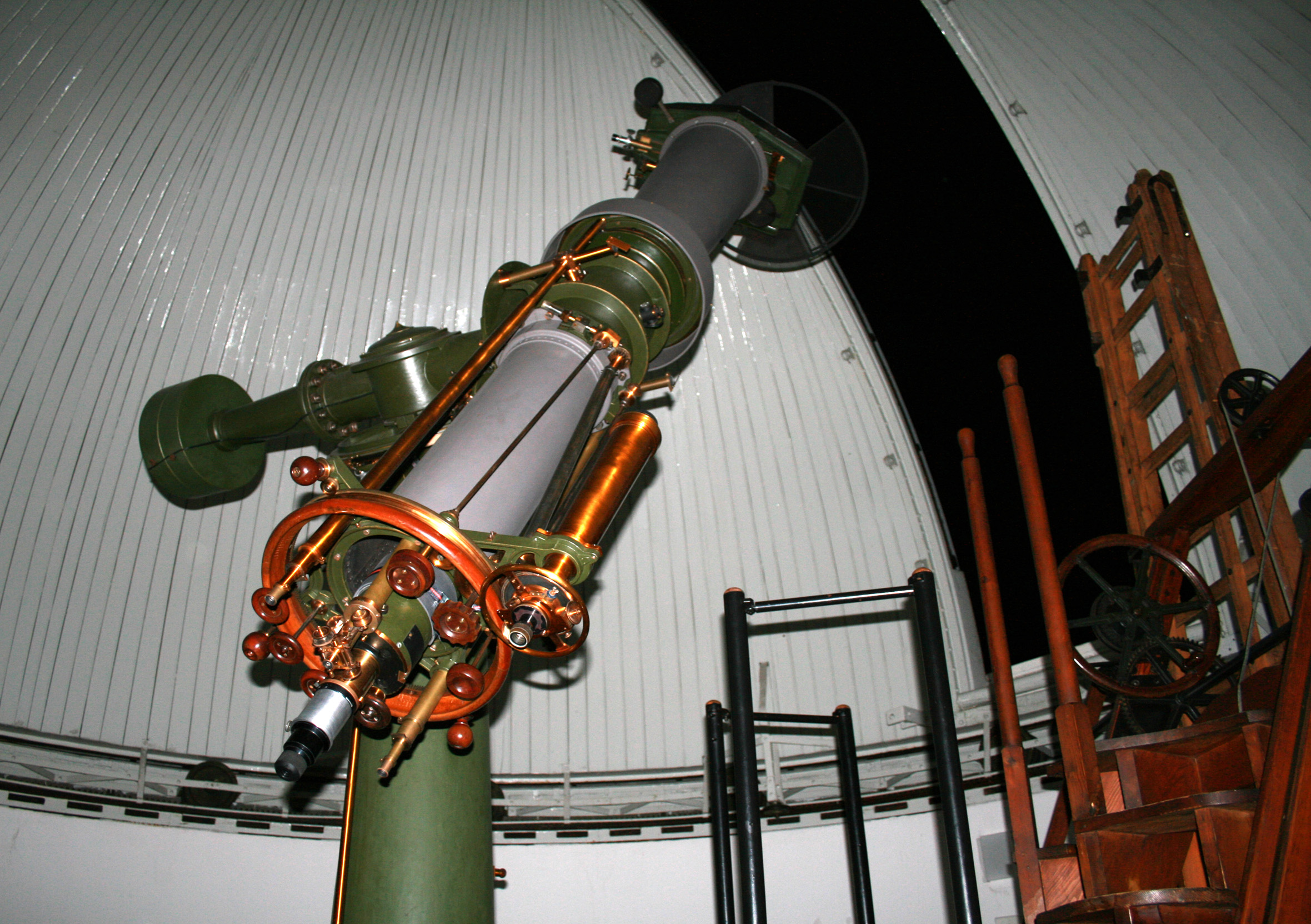
쿠프너 천문대의 태양의.

태양의(太陽儀, heliometer 헬리오미터[*])는 태양의 직경이 계절에 따라 달라지는 것을 관측하기 위한 도구였는데, 세월이 흐르면서 다른 목적으로 용도가 확장된 도구다.
태양의의 기본적 개념은 망원경의 광학경로를 두 개로 나누어 두 개의 상을 만들어내는 것이다. 가장 간단한 방법은 접안경을 반으로 나누는 것이다. 반으로 나뉜 상은 처음에는 하나의 상으로 겹쳐서 보이는데, 접안경 옆에 달린 마이크로미터 나사를 돌리면 서서히 분리되기 시작한다. 그래서 두 상이 서로의 가장자리에 접할 때까지 분리되는 순간, 그 때 마이크로미터를 읽음으로써 태양의 각직경을 얻을 수 있다.